# Mont Joseph-Fortin
Pour les articles homonymes, voir Fortin.

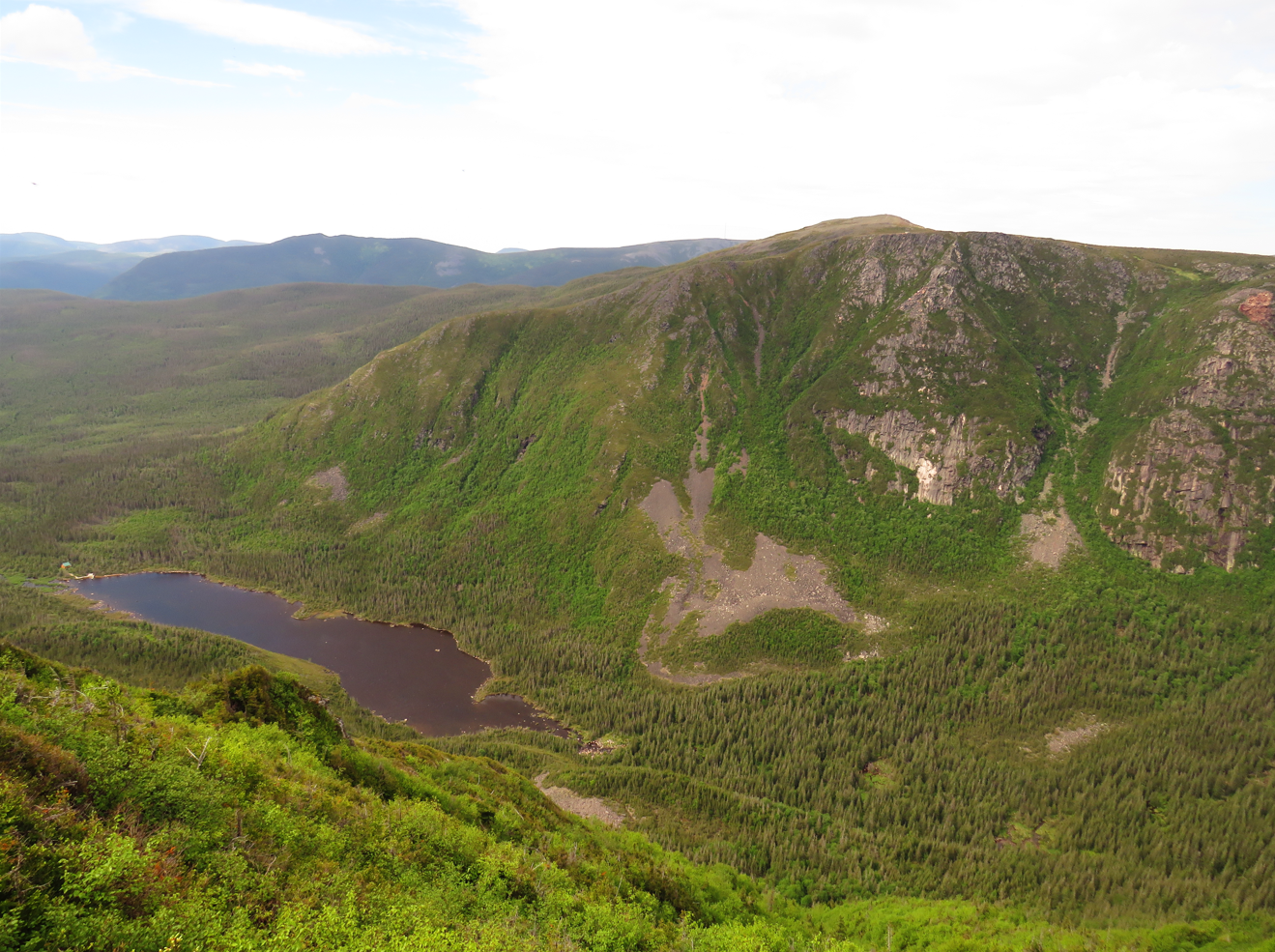
Vue depuis le mont Joseph-Fortin sur le mont Xalibu.

Le mont Joseph-Fortin est un mont du parc national de la Gaspésie, dans le territoire non organisé de Mont-Albert, dans la municipalité régionale de comté (MRC) de La Haute-Gaspésie, dans la région de la Gaspésie–Îles-de-la-Madeleine, au Québec, au Canada. Il fait partie des monts Chic-Chocs.

## Toponymie
Le toponyme « mont Joseph-Fortin » avait été proposé à la Commission de toponymie du Québec par l'administration. Il a été officialisé le 7 février 1989 à la Banque de noms de lieux de la Commission de toponymie du Québec. Natif de Sainte-Anne-des-Monts, Joseph Fortin a exercé comme coureur de bois et guide de montagne pour l'ensemble du territoire du parc. Fortin était membre des expéditions de Fernald en 1905 et 1906 et 1923. Il était reconnu pour sa capacité à herboriser et à assimiler les noms latins des plantes. Il succomba le 30 mai 1960.

## Principales activités
Le sentier de randonnée pédestre menant au sommet du mont Joseph-Fortin est long de 9,8 km (environ 4 h) et de 11,2 km (aller-retour) pour atteindre le sommet du mont Richardson. Au début de l'ascension, le sentier est commun aux deux monts ; il est généralement rocailleux. L'ascension est abrupte par endroits.
L'accès au sentier menant au sommet se fait via le Centre de découverte et de services du parc national de la Gaspésie ; puis, les usagers prennent la direction de la route 16 (qui n'est pas déneigée en hiver) en suivant les indications pour le mont Joseph-Fortin. Une fois leur véhicule stationné, les usagers du parc prennent le sentier se dirigeant vers les monts Joseph-Fortin et Richardson. Parfois, les usagers expérimentés combinent l'ascension des mont Joseph-Fortin et mont Richardson.
Au sommet, les visiteurs peuvent s'arrêter au belvédère du Surplomb. Le panorama permet d'admirer quelques-uns des plus hauts monts de la région, tels les monts Jacques-Cartier et Xalibu et le lac aux Américains lequel s'avère un des vestiges de la dernière période glaciaire. Le refuge Roselin est situé près du lac aux Américains.
La direction du parc signale que les sentiers menant au sommet des monts Richardson et Joseph-Fortin sont ouverts de mai à la dernière fin de semaine de novembre, l'objectif étant de préserver les écosystèmes et particulièrement les caribous.